# Долгоруков, Пётр Петрович
О его сыне, генерал-майоре, см. Долгоруков, Пётр Петрович (1777—1806)
Князь Пётр Петрович Долгоруков (1744—1815) — генерал от инфантерии, калужский и московский губернатор, начальник Тульского оружейного завода.

## Биография
Из княжеского рода Долгоруковых. Младший сын генерал-майора Петра Сергеевича Долгорукова. Образование получил в Сухопутном шляхетском корпусе.
Свою службу начал в 1757 году при Берлинском посольстве, но с началом военных действий против Турции отправился в действующую армию и был в Морее под начальством графа Орлова-Чесменского. Во время пелопоннесского восстания командовал Спартанским легионом, составленным из жителей Лакедемонии, и до такой степени приобрел уважение и любовь туземцев, что по прошествии 36 лет, в проезд через Морею сына его, князя Михаила, спартанские старожилы, узнав, что проезжий русский — сын князя Петра Петровича, встретили его со слезами восторга. За отличия против турок он был произведён в секунд-майоры и 26 ноября 1770 года награждён орденом св. Георгия 4-й степени (№ 79 по кавалерскому списку Судравского и № 100 по списку Григоровича — Степанова)
770 года в Морее за отличную храбрость, оказанную им во время командования его спартанским легионом, и мужество, с которым он овладел двумя городами Андрузою и Аркадией, также и при атаке города Наварина.
По возвращении в Россию князь Долгоруков 25 марта 1775 года был произведён в подполковники Тамбовского пехотного полка и с 22 сентября 1779 года был полковником в этом полку, 21 апреля 1789 года пожалован чином бригадира, в 1793 году назначен губернатором в Калугу, где убедил дворянство основать кадетский корпус. В том же году, 2 сентября, был произведён в генерал-майоры и назначен губернатором в Москву.
Ho 20 августа 1796 года, из-за ссоры с князем П. А. Зубовым, он вышел в отставку. 8 ноября 1796 года, то есть на следующий день по воцарении императора Павла І, князь Долгоруков был назначен начальником Тульского оружейного завода. 3 марта 1798 года произведён в генерал-лейтенанты и 30 декабря 1799 года — в генералы от инфантерии.
Неудачи и болезнь заставили его в 1802 году выйти в отставку, и с тех пор он жил большей частью в своем поместье Спешневе, Тульской губернии, занимаясь сельским хозяйством. Там он и скончался в феврале 1815 года и похоронен в 25 верстах оттуда, в монастыре Св. Духа, близ города Новосиля. По отзывам современников, «он был муж ума обширного, учености всеобъемлющей, твёрд и возвышен духом, бескорыстен и пламенно любил своё отечество».

## Семья

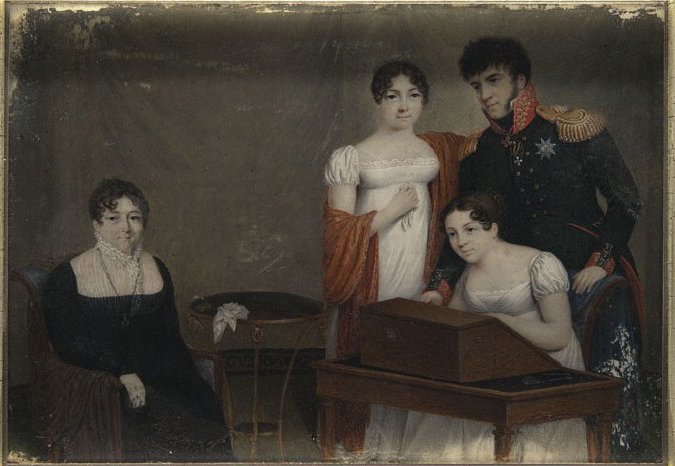
Анастасия Симоновна с детьми Еленой, Марией и Михаилом, 1800-е годы

Жена — Анастасия Симоновна Лаптева (18.12.1755—06.04.1827), сестра тамбовского губернатора Николая Лаптева. По словам Е. П. Яньковой, была «очень почтенная, добрая, умная и приветливая женщина, весьма благочестивая, держала себя просто, была со всеми обходительна и не важничала, как ее гордый муж». Отличаясь умом, смогла дать своим детям хорошее образование. Скончалась от паралича в Москве, похоронена рядом с мужем. В браке было пятеро детей:
- Владимир Петрович (1773—1817), генерал-майор, шеф Кавалергардского полка.
- Елена Петровна (1774—1823), замужем за капитаном гвардии графом Сергеем Васильевичем Толстым (1767—1831), в молодости отличалась красотою, имела кроткий и сдерженный характер. После замужества оставила свет и посвятила себя воспитанию детей; один из её сыновей Владимир, декабрист. Была очень дружна с младшим братом Михаилом и снабжала его деньгами во время поездки его в Париж курьером в 1800 году.
- Мария Петровна (1776—1849), фрейлина, крестница князя Ю. В. Долгорукова, который обеспечил её приданым. В 1804 году вышла замуж за статского советника Николая Петровича Римского-Корсакова (1767—1853). Собою была нехороша и кривобока, но хорошо воспитана и умна.
- Пётр Петрович (1777—1806), генерал-адъютант, дипломат.
- Михаил Петрович (1780—1808), генерал-лейтенант, убит во время русско-шведской войны.